# Notre-Dame-de-Londres
Notre-Dame-de-Londres é uma comuna francesa na região administrativa de Occitânia, no departamento de Hérault. Estende-se por uma área de 28,15 km². Em 2010 a comuna tinha 503 habitantes (densidade: 17,9 hab./km²).